# Exoprosopa palustris
Exoprosopa palustris är en tvåvingeart som beskrevs av Mario Bezzi 1924. Exoprosopa palustris ingår i släktet Exoprosopa och familjen svävflugor. Inga underarter finns listade i Catalogue of Life.